# Can Colomer (Canet d'Adri)
Can Colomer o Ca n'Argelaguer és una masia de Canet d'Adri (Gironès) protegida com a bé cultural d'interès local.

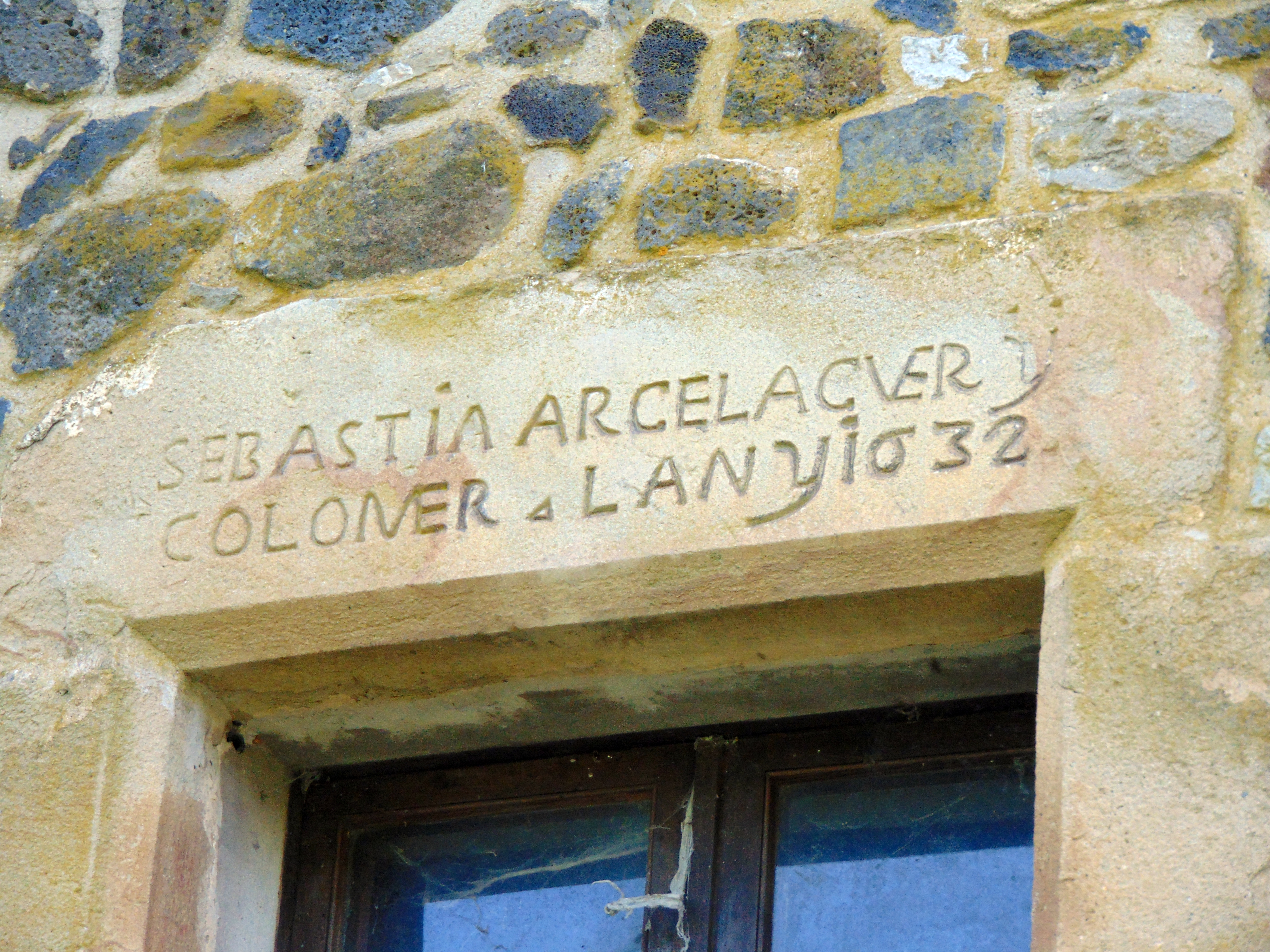
Llinda d'una finestra

És una masia de planta rectangular amb diversos cossos adossats, construïda al 1632 i restaurada al 1980. Està constituïda per un cos principal amb una planta baixa i dos pisos superiors, coberta a dues vessants de teula àrab, amb parets de pedra i deixant vistos els carreus que emmarquen les obertures i les cantonades. S'hi accedeix per una porta adovellada d'arc de mig punt. Les finestres conserven l'ampit, la llinda amb inscripció i brancals de pedra. La planta baixa té porxos, amb dos portals, un d'arc escarser i l'altre d'arc rebaixat.
Annex a la façana principal hi ha un cos baix i una escala de pedra per accedir al pis. Independentment hi ha un porxo i un paller d'un cert interès. El porxo és de planta rectangular, parets de maçoneria i coberta de teula a dues vessants. A la façana principal hi ha un arc fet amb pedres col·locades a plec de llibre.
El paller és de planta rectangular i coberta de teula a dues vessants. Interiorment s'estructura en dos nivells, s'accedeix al pis per una escala exterior de pedra. Les parets portants són de maçoneria. L'estructura dels sostres és feta amb bigam de tirada doble perpendicular ala façana perpendicular. En el pis, les bigues descansen sobre dos senzills cavalls de fusta (un central i l'altre sobre la façana) i a la planta baixa descansen sobre dues jàsseres de fusta.